# 89号美国国道
89号美国国道（英語：U.S. Route 89）是一条南北方向的美国国道。该公路连接了亚利桑那州弗拉格斯塔夫和蒙大拿州冰川县，全长1,252英里。